# Минимальный потребительский бюджет
Минимальный потребительский бюджет — стоимость набора продовольственных и непродовольственных товаров и услуг, которое обеспечивает удовлетворение основных физиологических и социально-культурных потребностей человека. Фактически, это стоимость минимальной потребительской корзины. Минимальный потребительский бюджет определяет нижнюю границу стоимости жизни в условиях данного общества, за которой следует нищета.

## Определение
Согласно БРЭ, минимальный потребительский бюджет — это расчётная величина, характеризующая стоимостную оценку благ и услуг более высокого по сравнению с прожиточным минимумом уровня, которая обеспечивается нормальное воспроизводство рабочей силы для работающих и жизнедеятельность для нетрудоспособных.